# ФК „Севлиево“
ФК „Севлиево“ е български футболен клуб от Севлиево. От 2015 г. досега участва в Северозападната В група.

## История
ФК „Севлиево“ е учреден през 2015 г. за да играе в Северозападната В група.
В Севлиево през отделни периоди са съществували различни футболни отбори. Най-популярен от тях е „Раковски“, основан 1922 г. От 1943 до септември 1944 г. той играе под името „Стефан Пешев-Раковски“ (след обединение със Стефан Пешев). Следват поредица от реформи. На 15 февруари 1947 „Раковски“ влиза в състава на новоучреденото физкултурно дружество „Росица“, което обединява всички спортни организации в града, в т. ч. на туристи, колоездачи и мотоциклетисти. През есента на 1949 следват нови промени. Обособени са няколко доброволни спортни организации на ведомствен принцип, най-известна от които е Червено знаме. През 1957 те са обединени в ДФС „Раковски“.
По време на сезон 1958/59 футболният тим за кратко носи името на арматурния завод в града – „Стоян Бъчваров“ (дн. „Видима Идеал“ АД). В 1980 ДФС „Раковски“ е преименувано на „Росица“. През 1985 на негова основа се образува ФК „Росица“. В 1990 г. той възстановява своето традиционно име – „Раковски“. От 1997 се нарича „Видима-Раковски“ (след обединение с „Видима“, основан през 1993). През 2010 отборът печели промоция в A футболната група, след като завършва на първо място в Западната Б група. През сезон 2014/15 „ПФК Видима-Раковски (Севлиево)“ се отказва от участие в Северозападната В група. През 2015 г. поради липса на финанси отборът е разформиран. На негово място се появява ФК „Севлиево“, основан 2015 г. за да може да играе в Северозападната В група. Новият отбор не се счита за наследник на стария „Видима-Раковски“ и не е приемник на неговата история и успехи.
„Ера I“ (Севлиево), 2-ри в ОФГ Габрово през изминалия сезон и влязъл в групата се преименува на „Севлиево“ (Севлиево) .

## Наименования
- Раковски (1922 – 1943)
- Стефан Пешев-Раковски (1943 – 1944)
- Росица (1947 – 1957)
- Раковски (1957 – 1958)
- Стоян Бъчваров (1958 – 1959)
- Раковски (1959 – 1980)
- Росица (1980 – 1990)
- Раковски (1990 – 1997)
- Видима-Раковски (от 1997 – 2015)
- ФК Севлиево (2015 – )

## Успехи
- дванадесето място в А ПФГ: 2003/04
- четвъртфиналист в турнира за Купата на България: 2003/04
- носител на Купата на Аматьорската футболна лига: 1998/99